# 2007 TU24

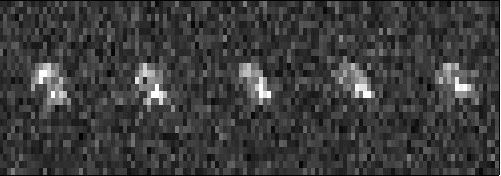
O serie de imagini radar ale asteroidului 2007 TU_{24}

Asteroidul 2007 TU24 a fost descoperit în cadrul proiectului Catalina Sky Survey, Arizona pe 11 octombrie, 2007. Mărimea sa a fost estimată la 250 metri în diametru folosindu-se radiotelescopul Arecibo din Puerto Rico. Acest obiect s-a apropiat la aproximativ 540.000 km de Pământ, ceea ce înseamnă de 1,4418 ori distanța Lună-Pământ, pe 29 ianuarie 2008 la ora 08:33 UTC (10:33 ora României). În momentul când distanța a fost cea mai mică, asteroidul a avut o magnitudine aparentă de 10.3.